# Louise Glück
Louise Elisabeth Glück (/ ɡlɪk /;  22 tháng 4 năm 1943 – 13 tháng 10 năm 2023) là một nhà thơ và nhà tiểu luận người Mỹ. Năm 2020, bà được trao giải Nobel Văn học, "vì giọng thơ không thể nhầm lẫn với vẻ đẹp khắc khổ làm cho sự tồn tại cá nhân trở nên phổ quát." Bà đã giành được nhiều giải thưởng văn học lớn ở Hoa Kỳ, bao gồm Huy chương Nhân văn Quốc gia, Giải thưởng Pulitzer, Giải thưởng Sách Quốc gia, Giải thưởng Hội Nhà phê bình Sách Quốc gia và Giải thưởng Bollingen, cùng nhiều giải thưởng khác. Từ năm 2003 đến năm 2004, bà là Nhà thơ của Hoa Kỳ. Glück thường được mô tả như một nhà thơ viết tự truyện; các tác phẩm của bà được biết đến với cường độ cảm xúc và thường xuyên mô tả về thần thoại, lịch sử hoặc thiên nhiên để suy ngẫm về kinh nghiệm cá nhân và cuộc sống hiện đại.
Glück sinh ra ở Thành phố New York và lớn lên ở vùng Long Island của New York. Bà bắt đầu mắc chứng biếng ăn tâm thần khi còn học trung học và sau đó đã vượt qua cơn bệnh này. Bà tham gia các lớp học tại Sarah Lawrence College và Columbia University nhưng không lấy được bằng cấp. Ngoài sự nghiệp của một tác giả, bà đã có một sự nghiệp học thuật như một giáo viên dạy thơ tại một số trường học.
Trong tác phẩm của mình, Glück đã tập trung vào việc làm sáng tỏ các khía cạnh của chấn thương, ham muốn và bản chất. Khi khám phá những chủ đề rộng lớn này, thơ của bà đã được biết đến với những biểu hiện thẳng thắn về nỗi buồn và sự cô lập. Các học giả cũng tập trung vào việc xây dựng nhân cách thơ của bà và mối quan hệ, trong các bài thơ của bà, giữa tự truyện và thần thoại cổ điển.
Hiện tại, Glück là giáo sư thỉnh giảng và là Người viết văn Rosenkranz trong Khu nội trú tại Đại học Yale. Bà sống ở Cambridge, Massachusetts.
Bà qua đời vì bệnh ung thư tại nhà riêng ở Cambridge, Massachusetts, vào ngày 13 tháng 10 năm 2023, thọ 80 tuổi.

## Tiểu sử

### Tuổi thơ
Louise Glück sinh ra tại Thành phố New York vào ngày 22 tháng 4 năm 1943. Cô là con gái lớn của hai người con gái còn sống của Daniel Glück, một doanh nhân và Beatrice Glück (nhũ danh Grosby), một phụ nữ nội trợ.
Mẹ của Glück là người gốc Do Thái gốc Nga, trong khi ông bà nội của bà, người Do Thái Hungary, di cư đến Hoa Kỳ, nơi cuối cùng họ sở hữu một cửa hàng tạp hóa ở New York. Cha của Glück là thành viên đầu tiên trong gia đình ông sinh ra ở Hoa Kỳ. Ông có tham vọng trở thành một nhà văn, nhưng lại đi làm ăn với anh rể. Cùng nhau, họ đã đạt được thành công khi phát minh ra Dao X-Acto. Mẹ của Glück đã tốt nghiệp Cao đẳng Wellesley. Ngay từ khi còn nhỏ, Glück đã được cha mẹ cho học về thần thoại Hy Lạp và những câu chuyện cổ điển như cuộc đời của Jeanne d'Arc. Bà bắt đầu làm thơ từ khi còn nhỏ.
Khi còn là một thiếu niên, Glück phát triển chứng biếng ăn tâm thần, bệnh này trở thành thách thức xác định trong những năm cuối tuổi thiếu niên và thanh niên của bà. Trong một bài luận, cô đã miêu tả căn bệnh này là kết quả của nỗ lực khẳng định sự độc lập của mình khỏi mẹ. Ở một diễn biến khác, bà đã liên kết căn bệnh của mình với cái chết của một người chị gái, một sự kiện xảy ra trước khi Glück được sinh ra. Vào mùa thu năm cuối tại trường trung học George W. Hewlett, ở Hewlett, New York, bà bắt đầu được điều trị bằng phân tâm học. Vài tháng sau, Glück bị đuổi khỏi trường để tập trung vào việc phục hồi chức năng, mặc dù bà vẫn tốt nghiệp vào năm 1961. Về quyết định đó, Glück đã viết, "Tôi hiểu rằng một lúc nào đó tôi sẽ chết. Điều tôi biết rõ ràng hơn, trực quan hơn, là tôi không muốn chết ". Glück đã dành bảy năm tiếp theo để trị liệu, điều mà bà cho là đã giúp bà vượt qua cơn bạo bệnh và dạy bản thân cách suy nghĩ.
Do chứng bệnh của mình, Glück đã không đăng ký vào đại học với tư cách là một sinh viên toàn thời gian. Bà đã mô tả quyết định từ bỏ giáo dục đại học của mình để chuyển sang trị liệu là cần thiết: "... tình trạng cảm xúc của tôi, sự cứng nhắc cực độ của tôi trong hành vi và sự phụ thuộc điên cuồng vào nghi lễ đã khiến các hình thức giáo dục khác không thể thực hiện được". Thay vào đó, Glück tham gia một lớp học thơ tại Sarah Lawrence College và từ năm 1963 đến 1965, bà đăng ký tham gia các hội thảo về thơ tại Trường Nghiên cứu Tổng hợp của Đại học Columbia, nơi cung cấp một chương trình cấp bằng cho sinh viên phi truyền thống. Khi ở đó, Glück học với Léonie Adams và Stanley Kunitz. Glück đã ghi nhận những giáo viên này là những người cố vấn quan trọng trong sự phát triển của mình với tư cách là một nhà thơ.

### Sự nghiệp
Sau khi rời trường Columbia mà không có bằng cấp, Glück kiếm sống với công việc thư ký. Bà kết hôn với Charles Hertz, Jr., vào năm 1967. Cuộc hôn nhân kết thúc bằng ly hôn. Năm 1968, Glück xuất bản tập thơ đầu tiên Firstborn, và đã nhận được một số sự chú ý tích cực của giới phê bình. Tuy nhiên, sau đó bà đã trải qua một trường hợp tắc nghẽn trong sự nghiệp văn thơ kéo dài, bệnh này chỉ được chữa khỏi, sau năm 1971, khi bà bà đầu dạy thơ tại Đại học Goddard ở Vermont. Những bài thơ bà viết trong thời gian này được tập hợp trong cuốn sách thứ hai của bà, The House on Marshland (1975), được nhiều nhà phê bình coi là tác phẩm đột phá, báo hiệu "sự khám phá ra một giọng thơ đặc biệt" của bà.
Năm 1973, Glück sinh con trai, Noah, với người bạn đời của bà, John Dranow, một tác giả đã bắt đầu chương trình viết văn mùa hè tại Đại học Goddard. Năm 1977, bà và Dranow kết hôn. Năm 1980, Dranow và Francis Voigt, chồng của nhà thơ Ellen Bryant Voigt, đồng sáng lập Viện Ẩm thực New England như một trường cao đẳng tư nhân vì lợi nhuận. Glück và Bryant Voigt là những nhà đầu tư ban đầu vào viện này và có hân trong Ban giám đốc viện.
Năm 1980, tập thơ thứ ba của Glück, Descending Figure được xuất bản. Tập thơ này đã nhận được một số lời chỉ trích về giọng điệu và chủ đề của nó: ví dụ, nhà thơ Greg Kuzma cáo buộc Glück là "kẻ ghét trẻ em" vì bài thơ hiện đã được tuyển tập rộng rãi của bà, "Những đứa trẻ chết đuối". Tuy nhiên, về tổng thể, nó được đón nhận nồng nhiệt. Cùng năm đó, một trận hỏa hoạn đã thiêu rụi ngôi nhà của Glück ở Vermont, dẫn đến việc bà mất hết tài sản. Sau thảm kịch đó, Glück bắt đầu viết những bài thơ mà sau này sẽ được thu thập trong tác phẩm đoạt giải của bà, The Triumph of Achilles (1985). Viết trên tờ The New York Times, tác giả và nhà phê bình Liz Rosenberg mô tả bộ sưu tập là "rõ ràng hơn, tinh khiết hơn và sắc nét hơn" so với tác phẩm trước đó của Glück. Nhà phê bình Peter Stitt, viết trên tờ The Georgia Review, tuyên bố rằng cuốn sách cho thấy Glück là "một trong những nhà thơ quan trọng của thời đại chúng ta". Trong tuyển tập này, bài thơ "Mock Orange" được ví như một bài ca nữ quyền, đã được gọi là "tuyển tập" vì nó đã xuất hiện thường xuyên trong các tuyển tập thơ và các khóa học đại học.
Năm 1984, Glück làm giảng viên cao cấp  trường Cao đẳng Williams ở Massachusetts tại Khoa tiếng Anh. Năm sau, cha bà qua đời. Sự mất mát đã thúc đẩy cô bắt đầu một tập thơ mới, Ararat (1990), tựa đề liên quan đến ngọn núi trong câu chuyện về trận lụt của Sáng thế ký. Viết trên tờ The New York Times năm 2012, nhà phê bình Dwight Garner gọi nó là "tập thơ Mỹ tàn bạo và đầy đau khổ nhất được xuất bản trong vòng 25 năm qua". Glück tiếp nối tập thơ này với một trong những cuốn sách nổi tiếng và được giới phê bình đánh giá cao nhất của bà, The Wild Iris (1992). Trong các bài thơ của tập thơ này có những bông hoa trong vườn trò chuyện với một người làm vườn và một vị thần về bản chất của cuộc sống. Publishers Weekly tuyên bố đây là một "tác phẩm xuất sắc" thể hiện "thơ ca với vẻ đẹp tuyệt vời". Nhà phê bình Elizabeth Lund, viết trên tờ The Christian Science Monitor, gọi nó là "một tác phẩm xuất sắc". Tác phẩm này đã giành được giải thưởng Pulitzer vào năm 1993, củng cố danh tiếng của Glück như một nhà thơ xuất chúng của Mỹ.

## Tác phẩm
Một số tác phẩm nổi bật khác của Glück có thể kể đến như Meadowlands (năm 1996), The Wild Iris (năm 1992, đoạt Giải Pulitzer và Giải William Carlos Williams của Hiệp hội thơ ca Mỹ) và The Triumph of Achilles (năm 1985, đoạt giải của Hội phê bình sách quốc gia, Giải Melville Kane của Hiệp hội thơ ca Mỹ).